# Kállai kettős
A kállai kettős Nagykállóról származó zenés/táncos történet, műfaja szerint táncballada. Létezéséről már a XVII. század második feléből vannak adatok. A kettős a páros táncra utal.
A művet 1895-ben Farkas Lajos írta le először az Etnográfia című lap megbízásából. Ekkor még hat népdalból állt.
1903–1905 között Móricz Zsigmond Szatmár megyében gyűjtött népdalokat. Ő jegyezte fel a kállai kettős szövegét, ami azután első színdarabjában, a Sári bíró-ban is felcsendült.
1921-ben Kodály Zoltán érdeklődött iránta, de ekkor csak táncolva tudták előadni neki a művet, így Kodály letett róla, hogy feljegyezze. 1926. november 7-én újra eljött Nagykállóba egy koreográfussal, és ekkor jegyezte le, majd 1928-ban fonográfra rögzítette.  1932-ben szerepelt először filmen: Fejős Pál Ítél a Balaton c. filmjében. 1933-ban készült el az első rádiófelvétel.
A háború után Kodály zenekari és énekkari művé dolgozta fel tanítványa, Csenki Imre felkérésére, aki a Magyar Állami Népi Együttes karnagya volt. Rábai Miklós, az együttes koreográfusa tervezett hozzá táncot. A mű bemutatójára 1951. április 4-én került sor a Magyar Állami Operaházban. Később a Magyar Állami Népi Együttes a világ számos országában nagy sikerrel adta elő.
Kodály feldolgozásában a mű négy népdalból áll:
- Felülről fúj az őszi szél[5]
- Jó bort árul Sirjainé[6]
- Kincsem, komámasszony[7]
- Nem vagyok én senkinek sem adósa

Egy évvel korábban, 1950-ben Ligeti György is feldolgozta a Kállai kettős(en) két dalát (Felülről fúj az őszi szél és Nem vagyok én senkinek sem adósa) vegyeskarra.

## Története
A szájhagyomány szerint Nagykálló megyeházának pincéjében börtön volt, ahol fatüskékkel telerakott deszkára állítva kínozták a foglyokat. (Egy ilyen deszka jelenleg[mikor?] is megvan.) A kállai kettősben szereplő váltogatott lépések arra utalnak, hogy valamikor ott egy rab váltogatta a lábát, hiszen olyan fájdalmas volt a tüskés deszkán állni, hogy nem bírta mind a két lábával, hanem egyik lábát mindig pihentette.
A történet sántít, mivel a megyeháza épülete 1769-ben készült el, viszont a kállai kettősről már 1674-ből is vannak adatok.
Szabolcs vármegye levéltárosa az 1800-as években leírta, hogy a kállói vár létezése idején a vár védői, ha elfogtak két törököt vagy labancot, összekötötték a két foglyot egymásnak háttal, elkezdtek muzsikálni és rájuk parancsoltak, hogy táncoljanak. Ha rosszul léptek, akkor megcélozták korbáccsal a lábukat. Ezért aztán mindegyik úgy igyekezett táncolni, ugrani, hogy ne ő legyen a korbács felől, hanem a másik. Ezt az ugrabugrálást nevezték úgy, hogy kállai kettős. (Nyilván innen származik a mondás: "Eljáratom veled a Kállai kettőst" azaz ellátják a baját)
A szokás a vár lebontása után is megmaradt: farsangi maskarázásban két embert összekötöttek egymással, és eljátszották a kállai kettőst. Pontosan nem tudjuk, hogyan lett ebből a mókából tánc, néptánc, táncballada.

## Cselekménye
Háromszáz éve tart az a hagyomány, hogy Nagykállóban páros táncként eltáncolnak egy történetet. Ez a mese arról szól, hogy a szerelmesek civakodnak. A lány szemére veti a legénynek, hogy nem jött hozzá már két este. A legény azt válaszolja, hogy szerelembe esett vele. A lány újra mondja, hogy megleste egy másik lánnyal.
Így civakodnak, veszekednek. Később folytatódik ez kötözködéssel. A fiú mondja, hogy se kötője, se szoknyája, mégis fölvág a lány. A lány is visszanyelvel, de a végén csak kibékülnek, és a dal végére már teljes a szerelem, a békesség és a harmónia.
A következő két dalban már a mulatozás, a vidám együttlét hangjai szólalnak meg.